# Nacaduba tairea
Nacaduba tairea är en fjärilsart som beskrevs av Hans Fruhstorfer 1916. Nacaduba tairea ingår i släktet Nacaduba och familjen juvelvingar. Inga underarter finns listade i Catalogue of Life.